# Kazbek Tuayev
Kazbek Tuayev   (Alat, 13 de novembre de 1940) és un exfutbolista azerbaidjanès de la dècada de 1960 i entrenador.
Fou 3 cops internacional amb la selecció soviètica. Pel que fa a clubs, defensà els colors de Neftchi Baku i Spartak Orjonikidze.